# ماري كاثرين كامبل
ماري كاثرين كامبل (بالإنجليزية: Mary Katherine Campbell)‏ هي عارضة أمريكية، ولدت في 18 ديسمبر 1905 في كولومبوس في الولايات المتحدة، وتوفيت في 7 يونيو 1990.